# Кульджинский трактат
Кульджинский торговый трактат — договор между Россией и Китаем, подписанный 25 июля (6 августа) 1851 года в Кульдже.
Заключен уполномоченными: Российского государства — корпуса горных инженеров полковником Е. П. Ковалевским и Дайцинского — главноначальствующим в Илийском крае сановником Ишанем и товарищем его сановником Буянтаем.
Ратифицирован в Петербурге 13 ноября того же года. По этому трактату России была открыта торговля в Или (Кульдже) и Тарбагатае (Чугучаке).
Сближение владений России и цинского Китая в Центральной Азии вызвало необходимость установления здесь официальных взаимоотношений между обоими государствами для решения различных экономических и других вопросов. Однако этому препятствовала политика цинского правительства, опасавшегося потерять своё господство над казахами, киргизами, уйгурами и другими народами Джунгарии и Восточного Туркестана. Успешное выступление русского военного отряда и казахских сарбазов, в результате которого пала крепость Таучубек опора кокандского Худояр-хана в Семиречье, ускорило подписание договора, заключенного в целях урегулирования вопросов торговли в приграничных районах обоих государств.
В соответствии с Кульджинским договором товары обеих сторон взаимно освобождались от уплаты таможенной пошлины. Русские купцы получили право ввозить товары в китайские города Кульджу и Чугучак, торговать там и иметь постоянное подворье (фактории) со складами. В этих же городах были открыты русские консульства, занимавшиеся вопросами русско-китайской торговли. Кульджинский договор территориально разграничивал сферы торгово-экономического влияния России и Китая в Восточном Туркестане. Договор о торговле затрагивал интересы казахского и киргизского населения Семиречья, а впоследствии и города Верного, занимавшихся торговлей и караванным извозом по Кульджинскому тракту, а также русских купцов и переселенцев. Договор способствовал торгово-экономическому развитию края. Учитывая это, царское правительство усилило меры по обеспечению безопасности караванных дорог, проходящих по Семиречью и строительства укрепления Верное.
Кульджинский торговый договор имел важное политическое значение для укрепления позиций России в Центральной Азии. По оценке русского исследователя Грумм-Гржимайло подписание трактата, привело к тому, что цинское правительство по существу отказалось от своих прежних притязаний на киргиз-казацкие земли, представляя их всецело усмотрению русского правительства.